# 大月悠祐子
大月 悠祐子（おおつき ゆうこ）は、日本の女性漫画家・イラストレーター。
旧・ペンネームはかなん。愛称はよっちゃん。
父は漫画家の吉沢やすみ、夫も漫画家の大井昌和。

## 来歴
中学時代は美術部に所属。
自身の半生をモデルにした『ど根性ガエルの娘』で父の吉沢より家庭内暴力（児童虐待）による家族不和のストレスから不眠症と摂食障害を発症した過去を告白し、2013年にカウンセラーにアダルトチルドレンと診断されたことを公表した。
『月刊電撃コミックガオ!』に『Piaキャロットへようこそ!!2』のコミカライズ版を連載した後、ブロッコリーの美少女ゲーム企画「Project G.A.」のキャラクター原案を担当。企画発表時に顔写真が『フロムゲーマーズ』で公表されている。「Project G.A.」は『ギャラクシーエンジェル』としてメディアミックス化され、『月刊ドラゴンジュニア』にて『ギャラクシーエンジェル』のコミカライズ版を連載した。
2004年6月、ブロッコリーがタカラに買収された際、タカラの子会社ジャイブの発行する漫画雑誌『月刊コミックラッシュ』に『ギャラクシーエンジェル』の連載を移籍した。その後、同誌にて『ギャラクシーエンジェル2nd』を連載する。同年末、漫画家の大井昌和と結婚した。
2009年1月末、『ギャラクシーエンジェルII天使の羽根休め』連載終了にともない、ペンネームを「かなん」から「大月悠祐子」に変更すると発表した。画集第3弾を最後にかなん名義の活動を終了しその後はブシロード作品絡みのコミカライズでのみ「かなん」名義を復活させている。
2021年10月、『サンデーうぇぶり』にて『トモガタリ』の連載を開始。2023年2月、同作の配信を停止。同年3月、「自身の経歴と酷似したキャラクターが登場した上、事実と異なり自身がいじめを行なったと誤解させるような内容が描かれている」と漫画家のこげどんぼ*側から訴訟を受け、編集部と大月は謝罪を行い連載を終了した。

## 家族
父である吉沢やすみは、『ど根性ガエル』などの作品で知られる漫画家である。また、夫である大井昌和も同じく漫画家である。吉沢による自伝的連載漫画『パパとゆっちゃん』（まんがタイム）のゆっちゃんのモデルは大月本人である。大月も、エッセイ漫画『ど根性ガエルの娘』（週刊アスキー → ヤングアニマルDensi → マンガPark）で吉沢を描いている。
| 吉沢やすみ |            |            |            |            |            |  |  |          |          |          |          |          |          |  |  |
|            |            |            |            |            |            |  |  |          |          |          |          |          |          |  |  |
| 大月悠祐子 | 大月悠祐子 | 大月悠祐子 | 大月悠祐子 | 大月悠祐子 | 大月悠祐子 |  |  | 大井昌和 | 大井昌和 | 大井昌和 | 大井昌和 | 大井昌和 | 大井昌和 |  |  |
| 大月悠祐子 | 大月悠祐子 | 大月悠祐子 | 大月悠祐子 | 大月悠祐子 | 大月悠祐子 |  |  | 大井昌和 | 大井昌和 | 大井昌和 | 大井昌和 | 大井昌和 | 大井昌和 |  |  |

## 作品リスト
かなん名義
- Piaキャロットへようこそ!!2（メディアワークス）：全1巻
- ギャラクシーエンジェル（角川書店/ジャイブ）：全5巻
  - ギャラクシーエンジェル2nd（ジャイブ）：全3巻
  - ギャラクシーエンジェル3rd（ソフトバンククリエイティブ）：『コミデジ』にて連載、全6巻
  - ギャラクシーエンジェルII 天使の羽根休め（学習研究社）：『メガミマガジン』にて連載
- 探偵オペラ ミルキィホームズ〜フェザーズ篇〜（KADOKAWA）：『月刊ブシロード』にて連載、全1巻

大月悠祐子名義
- 白雪セブン（富士見書房）：『月刊ドラゴンエイジ』にて連載、全6巻
- わるない（エモーション）：『週2コミック! ゲッキン』にて連載、全2巻
- 妄想少年観測少女（アスキー・メディアワークス）：『電撃大王ジェネシス』にて連載、全4巻
- 少女恋愛変異（小学館）：『クラブサンデー』にて連載、全3巻
- 彼女達の最終定理（白泉社）：『楽園 Le Paradis』にて連載、全1巻
- ど根性!!けろけろけろっぴ[注 5]（ホーム社）：『イチゴミン』にて連載、未単行本化
- ど根性ガエルの娘（白泉社）：『週刊アスキー』にて連載後、『ヤングアニマルDensi』 → 『マンガPark』（白泉社）に移籍し連載（共にウェブ漫画）、全7巻[注 6]。第18回にて『ヤングアニマルdensi』に移籍した経緯が語られた。

ぐるなび・「みんなのごはん」サイト内のグルメマンガのひとつ『田中圭一のペンと箸 -漫画家の好物-』において、吉沢家を描いた田中圭一がKADOKAWA版に寄稿している。
- トモガタリ（小学館）[5]：『サンデーうぇぶり』にて連載（2021年10月4日[2] - 2023年2月24日[2]）：配信停止[2]。